# Парламентские выборы в Белизе (2025)
Парламентские выборы в Белизе прошли 12 марта 2025 года. На них избирались 31 член Палаты представителей. Номинация кандидатов проходила 24 февраля. Действующее правительство Народной объединённой партии во главе с Джонни Брисеньо выиграло у разделённой Объединённой демократической партии и сохранило подавляющее преимущество.

## Дата
Предыдущие парламентские выборы состоялись 11 ноября 2020 года, а новое Национальное собрание начало свою работу 11 декабря. Согласно статье 84 Конституции Белиза, Национальное собрание должно быть распущено «по истечении пяти лет с даты первого заседания двух палат бывшего Национального собрания», если только генерал-губернатор Белиза не распустит его раньше по рекомендации премьер-министра. Парламентские выборы должны быть назначены в течение трёх месяцев после роспуска, что означает, что самой поздней возможной датой проведения следующих выборов могло быть 11 марта 2026 года.
В начале 2025 года премьер-министр Джонни Брисеньо заявил, что выборы будут назначены на первую половину года. В феврале тринидадский старший адвокат и бывший генеральный прокурор Тринидада и Тобаго Ананд Рамлоган от имени своих клиентов официально обратился к правительству с просьбой воздержаться от назначения выборов до тех пор, пока оно не проведёт процедуру перераспределения полномочий. 11 февраля Брисеньо назначил выборы на 12 марта, а день номинации кандидатов — на 24 февраля. В тот же день генерал-губернатор официально утвердила дату проведения выборов. Позднее Рамлоган подал иск в Верховный суд Белиза, но тот отклонил его, разрешив провести выборы. Хотя дело было обжаловано в апелляционном суде, Карибский суд отклонил просьбу о специальном разрешении, постановив, что оно не имеет под собой оснований. Позже Рамлоган отозвал апелляцию по просьбе своих клиентов.

## Кандидаты

### Народная объединённая партия
Правящая НОП стремилась сформировать следующее правительство после того, как в 2020 году получила 26 мест в парламенте. Действующий премьер-министр Джонни Брисеньо, делегат от округа Оранж-Уолк-Централ, шёл на вторые подряд выборы в качестве лидера партии. На муниципальных выборах 2021 года НОП получила 65 из 67 муниципальных мест и отстояла 61 из них в 2024 году. Партия также одержала победу на двух внеочередных парламентских выборах, которые состоялись после 2020 года. Эльвия Вега-Самос успешно получила место от округа Коросал-Бэй на выборах 3 марта 2021 года после смерти её брата Дэвида Веги от COVID-19. Осмонд Мартинес выиграл выборы в округе Толедо-Ист на дополнительных выборах 17 июля 2024 года после смерти Майкла Эспата.
Впервые в истории Белиза двое кандидатов от НОП, Энтони Малер в округе Пиксток и Генри Чарльз Ашер в округе Форт-Джордж, были автоматически объявлены победителями в своих округах из-за отсутствия других претендентов в день номинации.

### Объединённая демократическая партия
После сокрушительного поражения в 2020 году ОДП столкнулась с непростой ситуацией в оппозиции. На муниципальных выборах 2021 года ОДП получила всего два места и в тот же день проиграла выборы в Коросал-Бэй. Лидер партии Патрик Фабер от Колле был временно отстранён от должности лидера оппозиции и заменен Мозесом «Шайном» Барроу от Месопотамии после того, как в Интернете появилось видео семейной ссоры Фабера. Он был восстановлен в должности после того, как на съезде не набралось двух третей голосов, необходимых для отстранения. Затем в январе 2022 года невеста политика заявила в полицию, что он напал на неё в своём доме. Обвинения были сняты два дня спустя, но несколько членов ОДП, включая председателя партии, призвали лидера покинуть свой пост. Фабер подал в отставку 24 января.
27 марта 2022 года ОДП провела съезд, чтобы избрать нового лидера. На пост претендовали Шайн и Трейси Пэнтон от Альберта, и Барроу победил с перевесом в три голоса. Но после избрания нового лидера в партии продолжилась сумятица. Барроу подвергся внутренней критике за плохие результаты ОДП на муниципальных выборах 2024 года, где она получилиа всего шесть муниципальных мест, и на выборах в Толедо-Ист. После решения Барроу уволить знаменосцев ОДП от Порт-Лойолы и Каррибеан-Шорс, несколько других знаменосцев подали петицию об отстранении Барроу. Несмотря на заявления о сборе необходимых подписей, председатель партии Майкл Пейрефитт отклонил петицию. В ответ оппозиционные члены ОДП объявили Пэнтон временным лидером партии после съезда в октябре 2024 года.
В то время как Барроу оставался лидером оппозиции, ОДП, по сути, раскололась перед выборами, поскольку и Шайн, и Пэнтон претендовали на роль истинного лидера партии. В день номинации от ОДП был выдвинут в общей сложности 41 кандидат в 27 из 31 округа; 25 из них были выдвинуты Барроу, а 15 — Пэнтон. Энтони Мартинес от Порт-Лойолы не присоединился ни к одной из фракций. При этом се кандидаты, баллотировавшиеся от ОДП, были отмечены в бюллетене красным цветом.

### Прочие партии
Движение за справедливость Белиза было основано в конце 2023 года и выдвинуло семь кандидатов. Народно-демократическое движение выдвинуло четырёх кандидатов, Народная национальная партия — двух, Партия развития общих возможностей — одного.

### Независимые
В общей сложности в различных округах по всей стране баллотировались четыре независимых кандидата. В Коросал-Бей Эльвия Вега-Самос, которая была избрана на выборах 2021 года, на съезде НОП потерпела поражение от Теи Гарсии-Рамирес, и решила решила баллотироваться как независимый кандидат. Барроу призвал поддержать её кандидатуру. В Дангриге не был выдвинут ни один кандидат от ОДП, в результате чего независимый кандидат Сирил Гарсия стал единственным соперником действующего делегата Луиса Забанэ. В Стэнн-Крик-Уэст выдвинулся Матео Томас Поланко, а в Толедо-Ист — Орландо Маскамп.

## Результаты
Правящая НОП сохранила за собой 26 мест против пяти у ОДП, разменявшись с ней одним местом: в Кайо-Уэст действующий представитель «синих» Хорхе Эспат проиграл Майку Гуэрре от «красных», однако в Колле кандидат от НОП Девин Дейли победил Патрика Фабера, который являлся представителем от Колле с 2003 года. Также ОДП сохранила свои места в Корозал-Норт, где победил Хьюго Пэтт, Альберте, где победила Пэнтон, и Куинз-Сквер, где победил Годвин Хэйлок. Раскол в ОДП проявился в Месопотамии, родном для Барроу округе, где победу одержал сторонник Пэнтон Ли Марк Чанг. Хотя НОП получила более высокую долю голосов избирателей по сравнению с предыдущими выборами, явка избирателей была самой низкой с момента обретения Белизом независимости.
|                                              |                                                               |         |       |       |       |  |  |  |  |
| Партия                                       | Партия                                                        | Голоса  | %     | Места | +/–   |  |  |  |  |
|                                              | Народная объединённая партия                                  | 85 096  | 67,91 | 26    | 0     |  |  |  |  |
|                                              | Объединённая демократическая партия (фракция Барроу)          | 23 739  | 18,95 | 2     | –     |  |  |  |  |
|                                              | Объединённая демократическая партия (фракция Пэнтон)          | 13 237  | 10,56 | 3     | –     |  |  |  |  |
|                                              | Движение за справедливость Белиза                             | 445     | 0,36  | 0     | новая |  |  |  |  |
|                                              | Народная национальная партия                                  | 440     | 0,35  | 0     | новая |  |  |  |  |
|                                              | Объединённая демократическая партия (фракция Энтони Мартинес) | 352     | 0,28  | 0     | –     |  |  |  |  |
|                                              | Народно-демократическое движение                              | 115     | 0,09  | 0     | новая |  |  |  |  |
|                                              | Партия развития общих возможностей                            | 26      | 0,02  | 0     | новая |  |  |  |  |
|                                              | Независимые                                                   | 1 849   | 1,48  | 0     | 0     |  |  |  |  |
| Действительных бюллетеней                    | Действительных бюллетеней                                     | 125 299 | 97,89 | –     | –     |  |  |  |  |
| Недействительных/пустых бюллетеней           | Недействительных/пустых бюллетеней                            | 2 703   | 2,11  | –     | –     |  |  |  |  |
| Всего                                        | Всего                                                         | 128 002 | 100   | 31    | 0     |  |  |  |  |
| Зарегистрированных избирателей/ Явка         | Зарегистрированных избирателей/ Явка                          | 197 018 | 64,97 | –     | –     |  |  |  |  |
| Источники：Elections & Boundaries Department |                                                               |         |       |       |       |  |  |  |  |

## После выборов
После 9 часов вечера Барроу уступил своё место и объявил о своей отставке с поста лидера ОДП в ожидании съезда партии. В своей победной речи позже тем же вечером премьер-министр Брисеньо поблагодарил избирателей и объявил о «Плане Белиза 2.0» на свой второй срок. На следующий день Брисеньо вновь был приведён к присяге в качестве премьер-министра. 14 марта Трейси Пэнтон была приведена к присяге в качестве лидера оппозиции, получив поддержку остальных четырёх членов Палаты представителей от ОДП. 18 марта Барроу официально подал в отставку с поста лидера партии; временным лидером до следующего съезда стал Хьюго Пэтт.